# Robert Cornford
Robert „Bob“ Cornford (* 15. Mai 1940 in Brasilien; † 17. Juli 1983 in London) war ein britischer Komponist und Dirigent. Er schrieb Filmmusiken und war auch als  Arrangeur, Keyboarder und Pianist im Bereich der Jazz- und Fusionmusik tätig.

## Leben
Cornford hatte eine klassische Musikausbildung und verbrachte die Schulzeit in England. Er studierte am Royal College of Music und arbeitete dann zunächst als musikalischer Leiter der Theatermusik am Bristol Old Vic Theatre und der Royal Academy of Dramatic Art. Daneben leitete er das Webern Ensemble und führte Werke von Egon Wellesz, Anton Webern, Friedrich Cerha, Karlheinz Stockhausen, Robin Holloway und Elisabeth Lutyens auf. 1964 unterstützte er Benjamin Britten bei der Inszenierung der Oper Curlew River. Kurz darauf interessierte er sich für Jazz, nachdem er Bill Evans gehört hatte. Nun arbeitete er für John Dankworth und schrieb im Auftrag der BBC zahlreiche Arrangements für Sänger wie Mark Murphy, Sandra King oder Norma Winstone und Solisten wie Bobby Wellins oder Tony Coe. Cornford schuf auch einige Fernseh- und Film-Soundtracks, wie All Neat in Black Stockings (1969, Regie: Christopher Morahan), Das Monster mit der Teufelsklaue (1972) sowie den TV-Serien Ren und Stimpy und A Nero Wolfe Mystery. 1970 fanden Aufführungen seiner Musik statt, darunter mit der DR Big Band. In Deutschland, wo er seit 1970 ebenso wie dann in Kopenhagen lebte, war er als Komponist und Arrangeur für die NDR Radiophilharmonie tätig, mit der er den Ben-Webster-Tribut Coalescence und 1982 In Memoriam (Bill Evans) aufführte.
1974 legte er in Eigenproduktion das Soloalbum Cool Beat vor. Ab 1977 war Cornford Mitglied von Tony Coes Band Axel (zu hören auf dessen Album Tournee du Chat, 1982); er arbeitete außerdem in seiner Karriere mit Musikern wie Kenny Wheeler (Windmill Tilter, 1968), Michael Gibbs (Tanglewood 63, 1969), Tony Coe (Tournée du chat), Pat Smythe, Phil Lee, Chris Laurence, Trevor Tomkins, Alan Skidmore, Humphrey Lyttelton, Palle Mikkelborg und John McLaughlin (für den er die Komposition Hearts and Flowers auf dem Album My Goals Beyond schrieb). Er begleitete auch die Sänger Scott Walker (The Moviegoer, 1972) und Gitte Haenning (Alle Vil De Jo Det Samme, 1972). Zuletzt trat er im Juni 1983 mit Lee Konitz im Londoner Club The Canteen auf, bevor er einen Monat später einem Herzinfarkt erlag.
Nach dem Urteil von Ian Carr war Cornford „ein hervorragender Komponist/Arrangeur und ein einfühlsamer Pianist“, der in der Tradition von Bill Evans und Herbie Hancock auch romantische Einflüsse von Webern, Debussy und Ravel verarbeitete.

## Diskographische Hinweise
- Cool Beat (Studio G, 1974)
- Perception (KPM Music, 1981)
- Tony Kinsey / Robert Cornford – Music for the Movies (KPM Music, 1982)
- Robert „Bob“ Cornford, Tony Coe, Kenny Wheeler and the NDR 'Pops' Orchestra – Long Shadows (Chapter One, ed. 2007)